# Verona (Mississippi)
Verona è una città (city) degli Stati Uniti d'America, situata nella contea di Lee, nello Stato del Mississippi.